# Detektor (facktidning)
Detektor är en svenskproducerad facktidning som grundades 1989 och är inriktad på säkerhetsmarknaden i allmänhet och den tekniska sektorn i synnerhet. Tidningen finns i en trespråkig skandinavisk utgåva samt en engelskspråkig internationell utgåva. 
I den enda internationella rapporten om säkerhetsmedier - Security Media Brand Awareness 2005, som utfördes av det brittiska oberoende marknadsanalysföretaget IMS Research, rankades Detektor som den mest kända och regelbundet lästa tryckta publikationen om säkerhet i hela EMEA (Europe, Middle East Africa) samt toppade även den nordiska listan.
Tidningen grundades och drivs av Ar Media International AB som leds och ägs av Detektors grundare, Lennart Alexandrie. År 2007 fick Lennart Alexandrie utmärkelsen Hans Wermdalens säkerhetsstipendium för att via etablerandet av Detektor och det digitala fackmediet SecurityWorldHotel.com spridit information om säkerhet i såväl Sverige som internationellt.